# Cosmos Arena
De Cosmos Arena (Russisch: Самара Арена) is een voetbalstadion in Samara, een stad in Rusland. De bouw van dit stadion begon in 2014 en werd in 2018 afgerond, het was een stadion waarin gespeeld werd tijdens het Wereldkampioenschap voetbal 2018. Bij het WK werd dit stadion als de Samara Arena aangeduid. De voetbalclub Krylja Sovetov Samara zal gebruik gaan maken van dit stadion, als vervanging van het Metalloergstadion. In het stadion kunnen 44.918 toeschouwers.

## Wereldkampioenschap voetbal 2018
| Datum        | Tijd          | Thuisteam  | Uitslag | Uitteam   | Competitie         | Toeschouwers | Onderlingsresultaat |
| ------------ | ------------- | ---------- | ------- | --------- | ------------------ | ------------ | ------------------- |
| 17 juni 2018 | 16:00 (UTC+4) | Costa Rica | 0 – 1   | Servië    | Groepsfase poule E | 41.432       | onderlingsresultaat |
| 21 juni 2018 | 16:00 (UTC+4) | Denemarken | 1 – 1   | Australië | Groepsfase poule C | 40.727       | onderlingsresultaat |
| 25 juni 2018 | 18:00 (UTC+4) | Uruguay    | 3 – 0   | Rusland   | Groepsfase poule A | 41.970       | onderlingsresultaat |
| 28 juni 2018 | 18:00 (UTC+4) | Senegal    | 0 – 1   | Colombia  | Groepsfase poule H | 41.970       | onderlingsresultaat |
| 2 juli 2018  | 18:00 (UTC+4) | Brazilië   | 2 – 0   | Mexico    | Achtste finale     | 41.970       | onderlingsresultaat |
| 7 juli 2018  | 18:00 (UTC+4) | Zweden     | 0 – 2   | Engeland  | Kwartfinale        | 39.991       | onderlingsresultaat |

Stadion Sint-Petersburg (Sint-Petersburg) · Olympisch Stadion Loezjniki (Moskou) · Otkrytieje Arena (Moskou) · Stadion Nizjni Novgorod (Nizjni Novgorod) · Stadion Kaliningrad (Kaliningrad) · Centraal Stadion (Jekaterinenburg) ·  Mordovia Arena (Saransk) ·  Kazan Arena (Kazan) · Rostov Arena (Rostov aan de Don) · Olympisch Stadion Fisjt (Sotsji) · Volgograd Arena (Volgograd) · Cosmos Arena (Samara)